# La grande dune
La grande dune ist ein französischer Fernsehfilm von Bernard Stora aus dem Jahr 1990.

## Inhalt
Die Schwestern Blandine und Armelle leben auf einem Familienanwesen in der Nähe von Arcachon. Ihr Haus am Meer mit seinem großen Garten befindet sich nicht weit von der Düne von Pila, die stetig näher rückt, und man fürchtet, dass Haus und Garten nach und nach unter den Sandmassen verschwinden werden.
Armelle lebt getrennt von ihrem zweiten Ehemann Gilles Keiser, ein Zyniker und Egoist. Keiser ist Geologe, der in zweifelhafte Geschäfte verwickelt ist, sich meistens unterwegs befindet und seine Frauenaffären auslebt. Die beiden Frauen haben seit Monaten nichts mehr von ihm gehört und hoffen, dass er für immer verschwunden bleibt. Aber eines Tages taucht er wieder auf, er braucht Geld. Erstes Opfer seiner Erpressungsversuche ist Tom, der Sohn von Armelle. Das zweite Ziel des Erpressers ist Marraine, eine reiche alte Dame und Patin Armelles. In ihrer Verzweiflung greift Armelle ein Jagdgewehr und erschießt Gilles. Die beiden Frauen verscharren den Leichnam im Sand der Düne.
Marraine, die nicht weiß, was sich da im Haus der beiden Frauen abgespielt hat, hört im Radio die Nachricht vom Absturz eines Flugzeugs, das auf dem Weg nach Dakar war. Unter den wenigen Überlebenden befinde sich auch ein Geologe namens Gilles Keiser, der schwere Verbrennungen erlitten habe und jetzt in einem Krankenhaus in Bordeaux behandelt werde. Die beiden Frauen eilen ins Krankenhaus, finden dort einen Mann vor, dessen Gesicht durch Brandwunden völlig entstellt ist, und in dessen Taschen man die Ausweispapiere von Gilles Keiser gefunden hat. Beide bestätigen, dass es sich hier um Keiser, den Ehemann Armelles handelt. Als der Mann aus dem Koma erwacht, stellt sich heraus, dass er sein Gedächtnis verloren hat. Die beiden Frauen nehmen ihn mit nach Hause, sind aber voller Zweifel über seine wahre Identität, ob der Mann simuliert, oder ob er Träger von geheimen, gefährlichen Informationen ist.

## Produktion und Veröffentlichung
Produziert wurde der Film von Antenne 2 (A2), Canal+ und der Société Francaise de Production (SFP). Das Drehbuch, das auf dem 1977 erschienenen gleichnamigen Thriller von Madeleine Coudray beruht, verfassten Jackie Berroyer und Bernard Stora. Die Musik komponierte Jean-Claude Petit. Für Petit war es die dritte Zusammenarbeit mit Stora nach L’inconnue de Vienne (1986) und Vent de panique (1988). Die Kostüme schuf Dominique Combelles, die langjährige Mitarbeiterin Storas. Die Rolle der Marraine war der letzte Auftritt von Mila Parèly (1917–2012) in einem Spielfilm.
Die Erstausstrahlung des Films fand am 24. November 1990 auf Canal+ statt. In Deutschland wurde der Film nicht gezeigt.